# US Gorée
Union Sportive Gorée là một câu lạc bộ bóng đá Sénégal được thành lập năm 1974 tại Dakar. Họ hiện đang thi đấu ở Giải bóng đá Ngoại hạng Sénégal, hạng đấu cao nhất của hệ thống các giải bóng đá Sénégal. Sân nhà của đội là sân Stade Demba Diop.

## Thành tích
- Giải bóng đá Ngoại hạng Sénégal: 3

1978, 1981, 1984.
- Senegal FA Cup: 4

1965, 1972, 1992, 1996.
- Coupe de la Ligue: 0

- Senegal Assemblée Nationale Cup: 0

- French West African Cup: 3

1947, 1954, 1955.

## Thành tích tại châu Phi
- CAF Champions League: 4 lần

1966: Vòng 1
1979: Bán kết
1982: Rút lui khỏi vòng 1
1985: Bán kết
- Cúp Liên đoàn Bóng đá châu Phi: 1 lần

2007 - Vòng 1
- CAF Cup Winners' Cup: 3 lần

1976 - Vòng 1
1993 - Vòng 2
1997 - Vòng 1
Bản mẫu:Giải bóng đá Ngoại hạng Sénégal